# (33404) 1999 CT73
1999 CT73 (asteroide 33404) é um asteroide da cintura principal. Possui uma excentricidade de 0.13031430 e uma inclinação de 5.99557º.
Este asteroide foi descoberto no dia 12 de fevereiro de 1999 por LINEAR em Socorro.